# Abraham Kornzweig
Abraham Leon Kornzweig (18 de setembro de 1900 – 20 de junho de 1982) foi um médico e oftalmologista americano, nascido em Nova Iorque, especializado em oftalmologia geriátrica. Ele foi pioneiro ao abrir um novo campo na medicina investigativa e fundou a Sociedade de Oftalmologia Geriátrica. Kornzweig também é amplamente reconhecido como codescobridor e responsável por nomear a síndrome de Bassen-Kornzweig, também conhecida como abetalipoproteinemia. A doença foi inicialmente identificada pelo médico americano Frank Bassen [en], que colaborou com Kornzweig para descrever suas causas e sintomas.

## Biografia
Kornzweig formou-se pela Universidade Columbia em 1922 e pela Escola de Medicina da Universidade de Nova Iorque [en] em 1925. Entre 1925 e 1928, ele realizou sua formação como interno no Hospital Mount Sinai, Nova Iorque, onde estudou patologia sob a orientação do renomado Bernard Samuels. Após esse período, atuou em consultório particular até 1934. Retornou ao Mount Sinai para uma residência em oftalmologia e, em 1936, obteve o título de diplomado. Por 17 anos, lecionou na Escola Médica NYU-Bellevue [en], onde foi professor clínico associado. Posteriormente, foi professor clínico e, eventualmente, professor emérito de oftalmologia na Escola de Medicina do Mount Sinai. Kornzweig também atuou como diretor de pesquisa e chefe de oftalmologia no Lar e Hospital Judaico para Idosos [en].
Aposentou-se em 1972 devido a problemas de saúde, mas continuou a trabalhar em seus projetos de pesquisa até sua morte em 1982.
Casou-se com Chifra Goldberg, uma cidadã naturalizada nascida em Iași, Romênia, e juntos tiveram uma filha.

## Doença
A doença de Bassen-Kornzweig, também chamada de síndrome de Bassen-Kornzweig, é um distúrbio congênito raro no qual o organismo não consegue produzir quilomícrons, lipoproteína de baixa densidade (LDL) e lipoproteína de densidade muito baixa (VLDL). Indivíduos com essa condição apresentam dificuldade em digerir gorduras adequadamente. Os sintomas incluem ataxia, neuropatia periférica e outras formas de disfunção nervosa. O tratamento geralmente envolve a administração de vitamina E.
As características da síndrome incluem a presença de acantócitos (malformação de eritrócitos em forma de células espinhosas) e a redução ou ausência de B-lipoproteínas. As complicações podem incluir retinite pigmentosa, alterações degenerativas no sistema nervoso central, afetando o cerebelo e tratos longos, diarreia gordurosa, ataxia, arreflexia, desmielinização, absorção intestinal de lipídios defeituosa com níveis baixos de colesterol sérico, má absorção intestinal, amaurose, crescimento retardado e esteatorreia. O desenvolvimento intelectual pode ser levemente retardado. Muitos afetados com essa síndrome não conseguem andar.
A síndrome manifesta-se na infância. Crianças afetadas parecem normais ao nascer, mas geralmente não prosperam durante o primeiro ano de vida. A condição pode predominar em meninos (71%). A maioria dos casos ocorre em crianças de ascendência judaica, especialmente entre judeus Ashkenazi. A doença é transmitida como uma característica autossômica recessiva. Também é comumente reconhecida como uma deficiência de betalipoproteína ou abetalipoproteinemia.

## Publicações
Kornzweig publicou mais de 50 artigos e livros, começando em 1948 com uma série de artigos sobre "O Olho na Velhice" e concluindo em 1980 com "Novas Ideias para o Olho Idoso".

### Lista parcial
- Frank A. Bassen, M.D.; Abraham L. Kornzweig, M.D. (1950). «Malformation of the Erythrocytes in a Case of atypical Retinitis Pigmentosa». Blood. 5 (4): 381–387
- Abraham L. Kornzweig, M.D.; Frank A. Bassen M.D. (1957). «Retinitis Pigmentosa, Acanthocytosis, and Heredodegenerative Neuromuscular Disease». AMA Arch Ophthalmology. 58 (2): 183–187
- Abraham L. Kornzweig, MD; Ira Eliasoph, MD; Morris Feldstein, MD. (1968). «Selective Atrophy of the Radial Peripapillary Capillaries in Chronic Glaucoma». Archives of Ophthalmology. 80 (6): 696–702
- Abraham L. Kornzweig, MD; Eliasoph, MD; Morris Feldstein, MD. (1966). «The Retinal Vasculature in Macular Degeneration». Archives of Ophthalmology. 75 (3): 326–333
- Abraham L. Kornzweig, MD; Ira Eliasoph, MD; Morris Feldstein, MD. (1964). «Occlusive Disease of Retinal Vasculature». Archives of Ophthalmology. 71 (4): 542–551
- Morris Feldstein, M.D.; Abraham L. Kornzweig, M.D.; Julius Schneider, M.D. (1959). «Ocular Surgery in the Aged». Journal of the American Medical Association. 170 (14): 1621–1625